# Tribolonotus annectens
Espèce
Statut de conservation UICN

 DD  : Données insuffisantes
Tribolonotus annectens est une espèce de sauriens de la famille des Scincidae.

## Répartition
Cette espèce est endémique de Nouvelle-Bretagne dans l'archipel Bismarck en Papouasie-Nouvelle-Guinée.

## Publication originale
- Zweifel, 1966 : A New Lizard of the Genus Tribolonotus (Scincidae) from New Britain. American Museum Novitates, no 2264, p. 1-12 (texte intégral).